# 杨德华

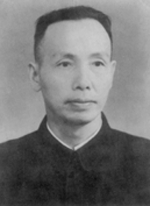
杨德华像

杨德华（1903年—1982年1月11日），原名杨必升，化名杨萍、杨必声。广西來賓縣蒙村乡那湴村客家人。祖籍梅县。广西壮族自治区高级人民法院首任院长。

## 生平
1932年中央陆军军官学校武汉分校毕业后，经李济深介绍到广西工作，在桂林的广西省立师范专科学校任军训大队长，并代理过校长职务。1936年4月在上海参加抗日救国会，参加抗日救亡工作。后在中共中央统战部、中央军委工作。1945年，参加中共代表团随毛泽东主席参加国共重庆谈判，在重庆、南京、上海做上层统战工作。
解放战争期间，在中共香港分局工作，做国民党左派的上层统战工作，并协助举办3期游击队训练班讲游击战术课。1948年夏，调任中国人民解放军滇桂黔边纵队政治部主任。
中华人民共和国成立后，任广西省人民政府副秘书长。1950年11月15日至1955年任广西省人民法院首任院长，同时在桂林、柳州、梧州和玉林设省人民法院分院，在龙州、百色、南宁、武鸣、平乐、宜山设司法科，1954年9月28日更名为广西省高级人民法院；兼任广西省政法办公室副主任等职。后调浙江、四川、云南工作。1961年因病离休，在桂林定居。